# DAB Plus Top 40
DAB Plus Top 40 je česká rozhlasová stanice šířená prostřednictvím internetu a DAB (do října 2018 také přes DVB-T). Stanice je zaměřená na mladé posluchače.
Stanici lze chápat jako projekt na podporu DAB+, spojený se společností RTI cz. Vysílání Dab Plus Top 40 je v DAB+.